# 價值狀況
價值狀況（Moneyness）用來描述期權合約的內在值，即履約價與現價的關係。

## 術語
OTM
價外（Out of the Money）指期權合約沒有內在價值。
ATM
價平（又稱平價）（At the Money）指期權合約的履約價與現價相等。在現實中，即期價格甚少與履約價格完全相同，所以通常把最接近現價的一個（或兩個）履約價視為ATM。
ITM
價內（In the Money）指期權合約具有內在價值。
Deep OTM
深入價外（又稱極價外）（Deep Out of the Money）指期權合約的Delta值接近0，期權不太可能以價內結算。長倉極價外期權的風險較高，大多數屬於投機活動。
Deep ITM
深入價內（又稱極價內）（Deep In the Money）指期權合約的Delta值接近1，期權價格幾乎全部都是內在值。美國國稅局對極價內期權交易實施不同稅制。

## 內在價值
對於採用固定履約價的香草期權，認購期權（Call）和認沽期權（Put）的內在價值分別是
{\displaystyle IV_{Call}=max(S-K,0)}
{\displaystyle IV_{Put}=max(K-S,0)}
所以，履約價與現價的關係是
|     | 認購 (Call) | 認沽 (Put) |
| --- | ----------- | ---------- |
| S<K | OTM         | ITM        |
| S=K | ATM         | ATM        |
| S>K | ITM         | OTM        |

其中：
- S代表現價（Spot）
- K代表履約價（Strike）